# San Vito al Mantico
San Vito al Mantico è l'unica frazione di Bussolengo in provincia di Verona. La frazione dista all'incirca 3 chilometri dal capoluogo.

## Geografia fisica
La frazione di San Vito al Mantico si trova nella parte occidentale della provincia di Verona, nell'alta pianura veronese, a ridosso delle cerchie moreniche del Garda e delle prime anse della pianura del fiume Adige.

A nord, il territorio del comune cui appartiene San Vito al Mantico è diviso rispetto al comune di Pescantina dal fiume Adige. A Ovest si possono notare le ultime cerchie moreniche risalenti alla glaciazione rissiana. L'alta pianura veronese caratterizza il resto del territorio.
San Vito al Mantico sorge a 91 metri sopra il livello del mare.

## Storia
L'insediamento più antico archeologicamente documentato, risale all'età del bronzo, circa 3500 anni fa. Sul territorio si succedono Veneti, Reti, Celti e infine i Romani.
Il re franco Pipino nell'anno 807, dona un terreno in San Vito al Mantico all'abate del monastero di San Zeno di Verona. Nel XII secolo sembra regnare la signoria rurale degli Olderico.
Nel 1405 tutto il Comune passa sotto il dominio della Serenissima Repubblica di Venezia.
Nel 1866 viene annesso al Regno d'Italia.

## Monumenti e luoghi d'interesse

### Chiesa dei Santi Vito, Modesto e Crescenzia
Nell'anno 1378 viene documentata una cappella sul limitare del bosco, in prossimità del fiume Adige; ma solo nell'anno 1532 si scopre essere dedicata ai Santi Vito e Modesto.
La Chiesa mantiene la sua originaria struttura medioevale fino al XVIII secolo. Intorno all'anno 1769 viene costruita un'aula nuova, semplice e spaziosa, priva di particolari opere d'arte. È stata mantenuta intatta l'antica cappella contenente al suo interno un affresco raffigurante la Madonna con il Bambino e un Santo, probabilmente San Vito. L'affresco risale probabilmente alla fine del XIV secolo. Sulla parete esterna si intravedono tracce di altri affreschi ormai deteriorati.

### Chiesa di San Giovanni Battista al Corno Basso
La chiesa di San Giovanni Battista, sita in località Corno Basso, fu fatta edificare a cavallo degli anni 1734/1735 dal latifondista Giovanni Battista Campetti, già proprietario di terreni in località Corno. Divenuta di proprietà della Diocesi nel 1936, nel 1959 diviene la chiesa parrocchiale della nascente parrocchia di Corno-San Vito. Nel 1984 crolla una buona porzione del tetto, danneggiando irreparabilmente la volta decorata. La ricostruzione avviene nel 1985.
La chiesa presenta un'unica aula rettangolare, decorata secondo l'estetica tardo-barocca. Il coro è rialzato di un gradino rispetto all'aula e si nota come la volta in canniccio di quest'ultimo, decorata a cassettoni, sia rimasta illesa dal crollo del tetto. Eleganti lesene con capitelli compositi marcano i prospetti all'interno dell'aula, mentre stucchi decorativi riquadrano le opere pittoriche di Antonio Balestra, oggi sostituite da riproduzioni. Di notevole pregio risulta la pala d'altare che raffigura una “Vergine con bambino ed i Santi Giovanni Battista ed Antonio”. L'altare, di pregevole fattura, è costituito da marmi policromi.